# Bill Maclagan
William Edward Maclagan (5. dubna 1858 Edinburgh – 10. října 1926) byl skotský ragbista, který hrál jako křídlo, zadák nebo tříčtvrtka. V roce 2009 byl jmenován do Světové ragbyové síně slávy.
Byl prvním kapitánem Britských a Irských lvů. Za Skotsko odehrál 26 zápasů a v osmi případech byl kapitán. V roce 1887 a 1889 vyhrál Turnaj čtyř národů. Jako první ragbista v historii si připsal 25 reprezentačních zápasů. Dva reprezentační zápasy za Skotsko odehrál i v kriketu. 
V letech 1894 až 1896 byl prezidentem Skotské ragbyové unie. Živil se jako burzovní makléř. Od roku 1893 byl prezidentem klubu London Scottish až do své smrti. V letech 1905 až 1908 stejnou funkci zastával i v Edinburgh Academical. 

## Klubová kariéra
- 1876–1880 Edinburgh Academical
- 1880–1891 London Scottish